# Franz Kutschera
Franz Kutschera (Oberwaltersdorf, 22 febbraio 1904 – Varsavia, 1º febbraio 1944) è stato un generale e politico austriaco nel Partito Nazista, membro del Großdeutscher Reichstag, SS-Brigadeführer in servizio come Gauleiter del Reichsgau Kärnten dal 1939 al 1941.
Nel 1943, Kutschera fu nominato SS- und Polizeiführer nella Varsavia occupata dai tedeschi. A causa dei suoi crimini contro i polacchi, compresi gli ebrei polacchi, la resistenza polacca Armia Krajowa, in accordo con il governo polacco in esilio, decise di assassinarlo. Fu ucciso davanti al quartier generale delle SS a Varsavia in un'operazione speciale dal Kedyw, un'unità operativa speciale della resistenza polacca. Per rappresaglia, i tedeschi giustiziarono 300 civili polacchi.

## Biografia
Kutschera nacque a Oberwaltersdorf, nell'allora Impero austro-ungarico. Terminata la scuola elementare prestò servizio come mozzo nella marina austro-ungarica nel 1918-1919 e successivamente frequentò il Gymnasium a Villach. Dopo la laurea si iscrisse a una scuola per macchinisti a Budapest prima di diventare giardiniere come suo padre. Per diversi anni, Kutschera visse prima a Opava e poi a Karlovy Vary in Cecoslovacchia.

### Carriera nazista

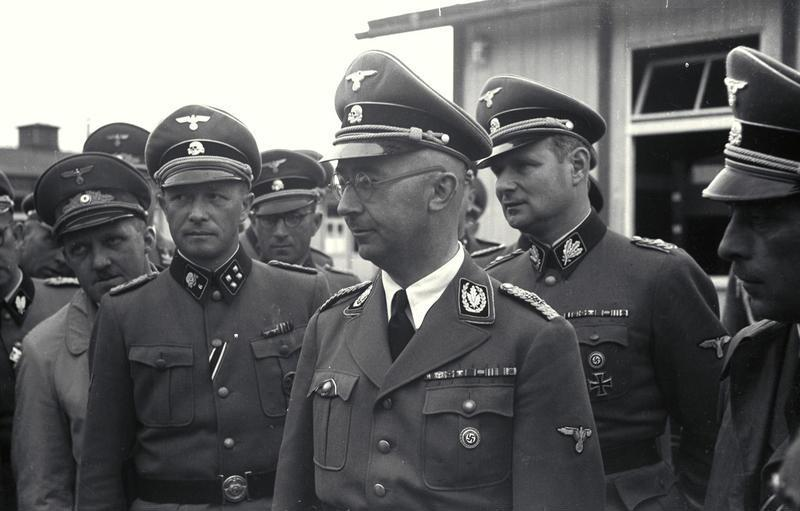
Heinrich Himmler (davanti) in visita al KZ Mauthausen nell'aprile 1941, con August Eigruber (estrema sinistra), Franz Ziereis (sinistra), Karl Wolff (destra) e Franz Kutschera (estrema destra)

Kutschera si unì al partito nazista austriaco nel dicembre 1930 e alle SS nel novembre 1931. Il partito nazista in Austria fu bandito nel luglio 1933 dal governo di Engelbert Dollfuss. Nonostante il divieto imposto dal governo, Kutschera rimase un impegnato attivista del partito e fu arrestato più volte dalle autorità austriache per le attività politiche filo-naziste illegali. Dal 1933 prestò servizio come SS-Truppführer in Carinzia, e nel 1934 entrò a far parte del Sicherheitsdienst. Nel luglio 1935 fu nominato vice comandante della 90ª SS-Standarte con sede a Klagenfurt, prestando servizio in questa veste fino al marzo 1938.
Dopo l'Anschluss nel marzo 1938, Kutschera entrò a far parte dell'amministrazione civile del neonato Reichsgau Kärnten come aiutante del Gauleiter Hubert Klausner. Dopo le elezioni e il referendum del 10 aprile 1938, Kutschera divenne membro del Großdeutscher Reichstag, mantenendo questa posizione fino alla sua morte. Il 24 maggio fu formalmente nominato vice Gauleiter, dirigendo essenzialmente il Gau durante le frequenti assenze di Klausner in qualità di vice del Reichskommissar Josef Bürckel.
Nel febbraio 1939, in seguito alla morte improvvisa di Klausner avvenuta il 12 febbraio, Kutschera fu nominato giudice laico nel Tribunale del popolo e fu elevato alla carica di Gauleiter ad interim nel Reichsgau.

### Seconda guerra mondiale
Poco dopo lo scoppio della seconda guerra mondiale, Kutschera fu nominato rappresentante in Carinzia di Friedrich Rainer, il commissario per la difesa del Reich per il XVIII Wehrkreis con sede a Salisburgo. Kutschera si offrì volontario per il servizio militare nel marzo 1940 e fu assegnato al 139º reggimento Gebirgsjäger (fanteria leggera) della 3ª divisione da montagna. Fu trasferito alla 6ª divisione da montagna e prese parte alla campagna di Francia nei Vosgi nel maggio e giugno 1940.
Fu promosso al grado di SS-Brigadeführer nel novembre 1940. Durante la campagna balcanica tedesca, il 14 aprile 1941 Kutschera fu nominato capo dell'amministrazione civile per la Carinzia slovena e l'Alta Carniola, già amministrate come parte del Gau, e dove divenne famoso nella guerra contro i partigiani jugoslavi per il suo fanatismo e la sua estrema durezza. Il 27 novembre 1941, Kutschera fu licenziato come Gauleiter per aver complottato per assorbire il vicino Reichsgau Salisburgo nella sua giurisdizione. Gli successe il suo rivale, Friedrich Rainer, il Gauleiter di Salisburgo.
Nel gennaio 1942, Kutschera fu distaccato presso lo staff dell'Obergruppenführer Erich von dem Bach-Zelewski, SS- und Polizeiführer per la Russia centrale (Bielorussia), dove prestò servizio come rappresentante del Commissariato del Reich per il rafforzamento della germanicità. Subito dopo il suo arrivo sul fronte orientale, Kutschera diresse personalmente numerose operazioni antipartigiane e alcuni massacri nei territori occupati dell'Unione Sovietica. Nel novembre 1942 ottenne il grado di Generalmajor der Polizei e il 5 maggio 1943 fu nominato SS- und Polizeiführer per il distretto di Mahilëŭ.

### Scoperta del quartier generale

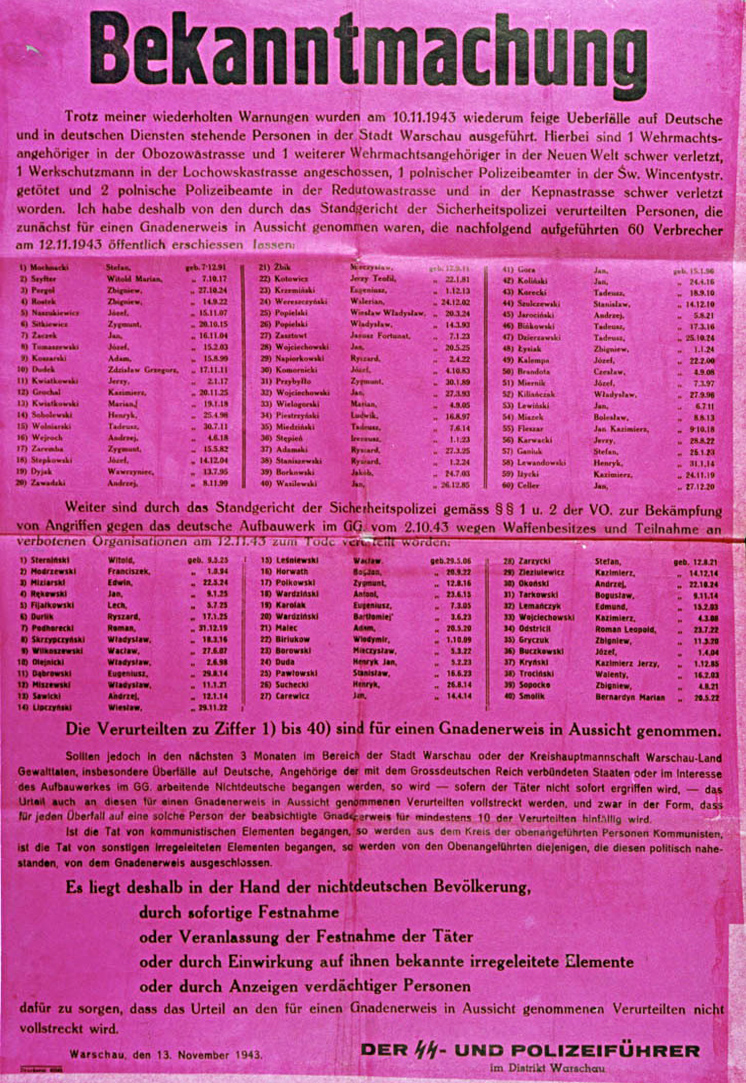
Annuncio del novembre 1943 del SS- und Polizeiführer di Varsavia dell'esecuzione di 60 ostaggi polacchi e della condanna a morte di altri 40.

Il 25 settembre 1943, Kutschera entrò in carica come SS- und Polizeiführer per il distretto di Varsavia del Governatorato Generale nella Polonia occupata. Una volta al potere a Varsavia, aumentò il numero di rastrellamenti di cittadini polacchi e il numero di esecuzioni degli ostaggi. Ogni giorno venivano appese in pubblico le liste che annunciarono i nomi dei prossimi polacchi da giustiziare in caso di attacco a un soldato tedesco o a un ufficiale di polizia. Questi avvisi furono sempre firmati in forma anonima dal "Comandante delle SS e della polizia del distretto di Varsavia".
L'esatto luogo in cui Kutschera si trovava a Varsavia fu un segreto gelosamente custodito all'interno del Reichssicherheitshauptamt, ma fu scoperto nel dicembre 1943 da Aleksander Kunicki (Rayski), capo dell'intelligence dell'unità Agat (Anti-Gestapo) del Kedyw. Durante la sua sorveglianza di routine degli uffici della Gestapo, Rayski notò una limousine Opel Admiral entrare nel vialetto del vicino quartier generale delle SS di Varsavia. L'ufficiale delle SS che uscì dall'auto indossava i gradi chiaramente identificabili di un Brigadeführer. Incuriosito, Rayski iniziò a monitorare segretamente gli arrivi e le partenze del misterioso uomo dal quartier generale delle SS e presentò un rapporto ai suoi superiori. Un'indagine del Kedyw del gennaio 1944 confermò che l'uomo osservato da Rayski fu Franz Kutschera.

### Assassinio

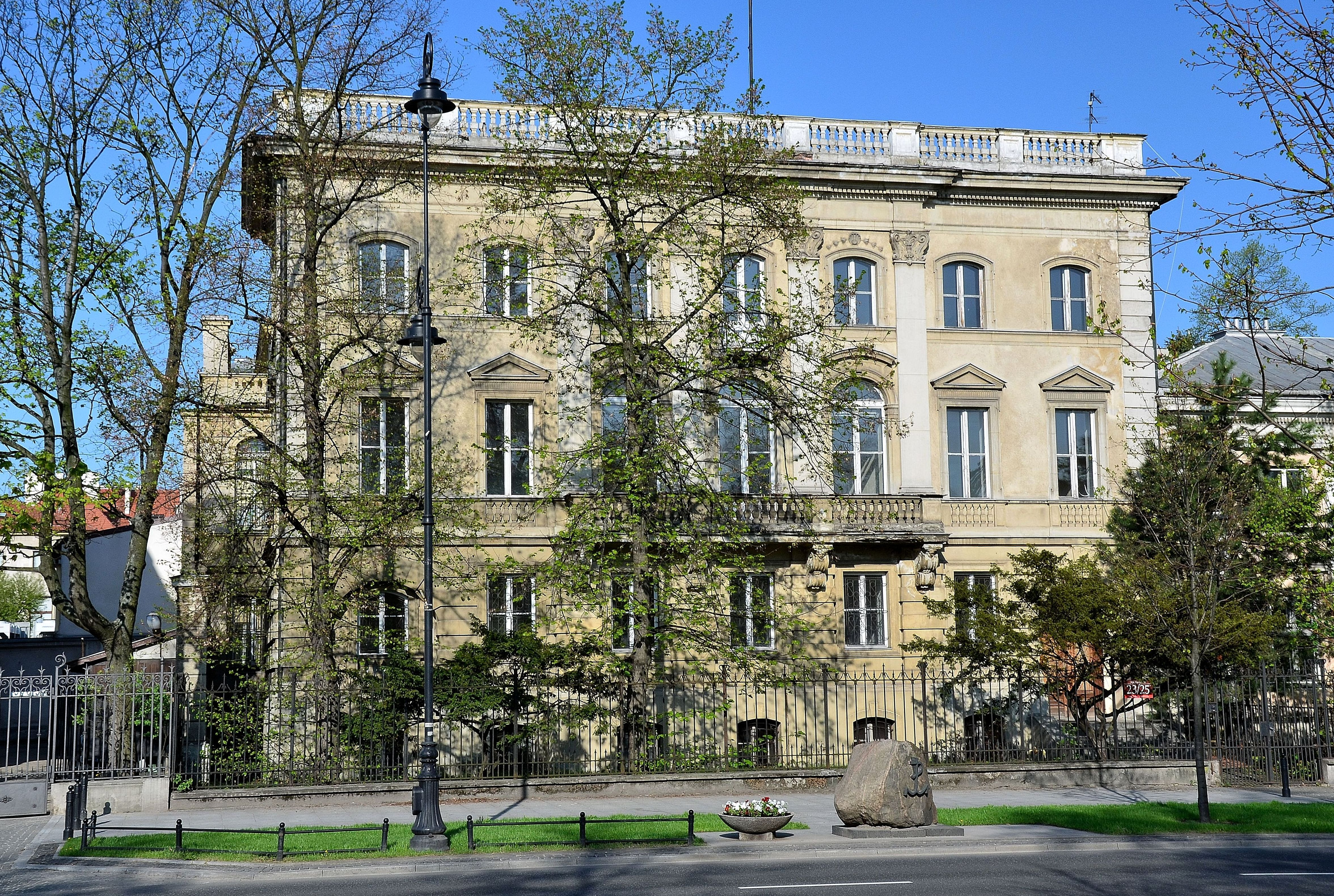
Palazzo Leszczyński, quartier generale delle SS di Varsavia.

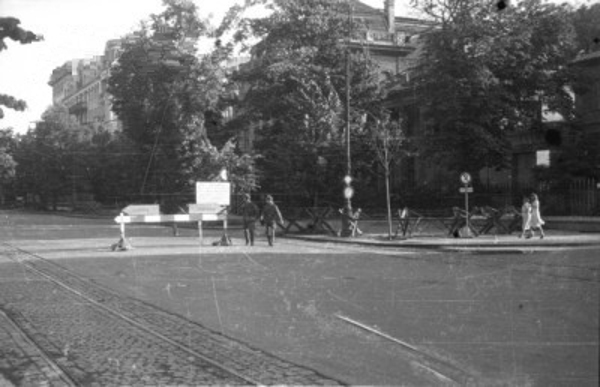
Il luogo dell'assassinio. Dietro gli alberi c'è l'edificio che ospita il quartier generale di Varsavia dove fu assassinato Kutschera.

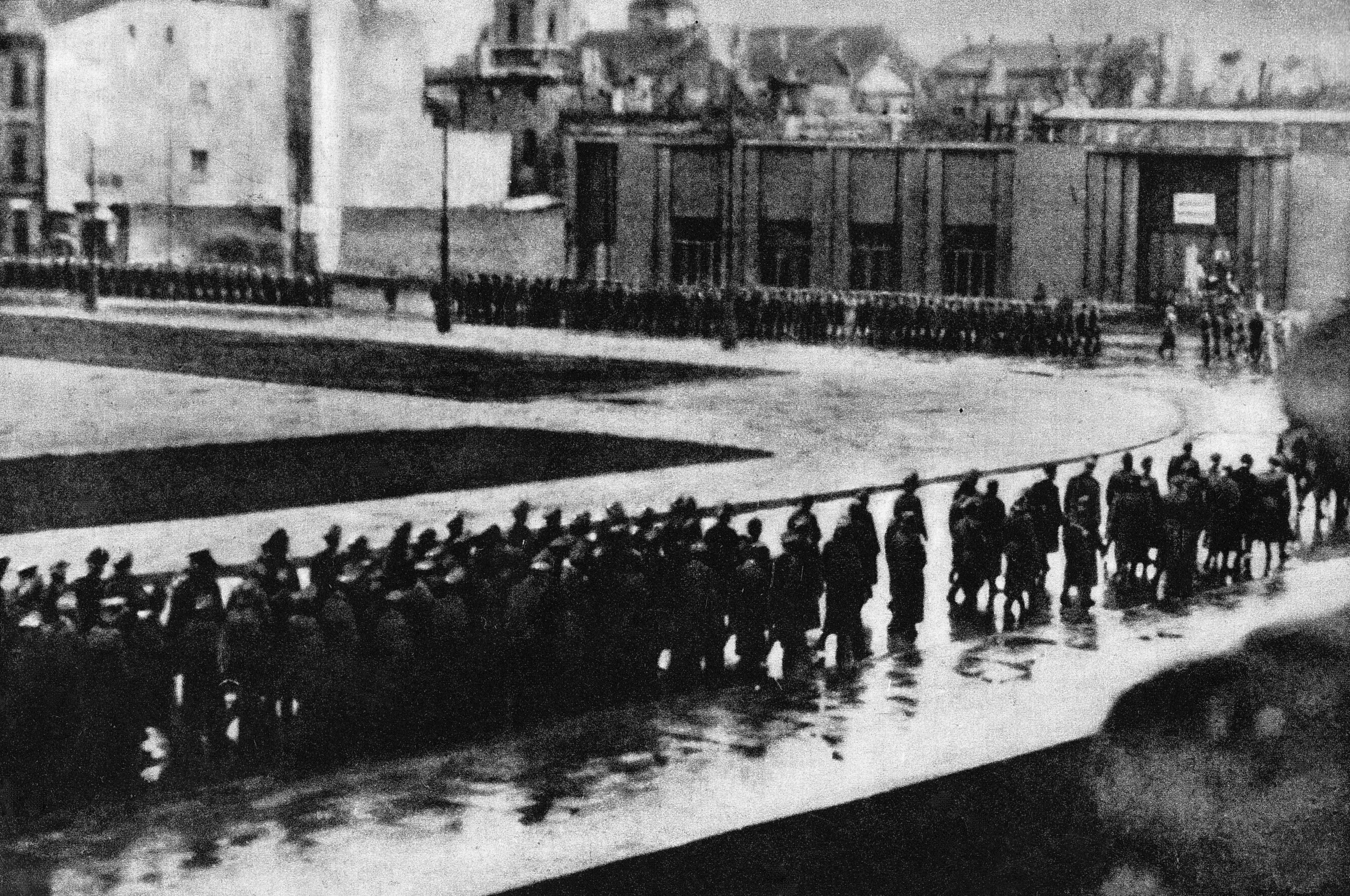
Funerale di Franz Kutschera nella Varsavia occupata, 1944.

In seguito alla scoperta di Rayski, Kutschera fu processato in contumacia da un tribunale speciale segreto dello Stato segreto polacco. Fu accusato di crimini contro la nazione polacca, in particolare l'omicidio di massa dei civili polacchi a Varsavia. Kutschera fu giudicato colpevole e condannato a morte. A Londra la leadership del governo polacco in esilio concordò con questa decisione e approvò la condanna a morte di Kutschera. L'ordine di esecuzione fu presto redatto e trasmesso al comandante del Kedyw, il generale di brigata Emil August Fieldorf (Nil), a cui furono affidati i compiti di pianificazione ed esecuzione dell'assassinio.
L'esecuzione fu eseguita dall'unità di sabotaggio del Kedyw (il predecessore del battaglione Parasol). La squadra di assassini fu composta da 12 agenti, per lo più membri delle Schiere grigie. Si programmò di eseguire l'esecuzione davanti al quartier generale delle SS di Varsavia. La mattina del 1 febbraio 1944 tre uomini armati del Kedyw, Bronisław Pietraszewicz (Lot) armato con un mitra tedesco MP 40, Zdzisław Poradzki (Kruszynka) con uno Sten britannico, e Michał Issajewicz (Miś) armato di una pistola Luger, tesero l'imboscata a Kutschera mentre la sua limousine si avvicinava al quartier generale delle SS e aprirono il fuoco direttamente contro l'auto. Sia Kutschera che il suo autista furono colpiti più volte e quindi uccisi, contemporaneamente scoppiò uno scontro a fuoco tra gli assassini e le truppe tedesche in cui furono uccisi quattro polacchi e due tedeschi.
La cerimonia funebre di Kutschera fu tenuta dai nazisti a palazzo Brühl e il suo corpo fu poi trasportato a Berlino a bordo di un treno speciale. Il 2 febbraio 1944, le autorità tedesche a Varsavia organizzarono un'esecuzione pubblica di 300 civili polacchi come rappresaglia per l'assassinio. I tedeschi imposero anche uno schiacciante tributo di 100 milioni di złoty ai residenti polacchi di Varsavia e della contea di Varsavia. A Kutschera successe come SS- und Polizeiführer l'SS-Oberführer Paul Otto Geibel nel marzo 1944.

## Moglie e figlio postumi
Il 4 febbraio 1944, nella Deutsches Haus di Varsavia, la fidanzata norvegese incinta di Kutschera, Jane Lilian Gjertsdatter Steen, figlia di Gjert Henrik Gjertsen Steen e Magna (o Magda) Anette Hansdatter Steen sposò Kutschera postumo secondo i riti pagani.
Jane Kutschera morì in Norvegia nel 1994. Suo figlio, Sepp Kutschera, divenne alpinista, fu il primo a scalare il Koh-e Keshni Khan nelle montagne dell'Hindu Kush, nel 1963. Morì nel 2014.